# C5orf66
C5orf66 (англ. Chromosome 5 open reading frame 66) – білок, який кодується однойменним геном, розташованим у людей на 5-й хромосомі. Довжина поліпептидного ланцюга білка становить 145 амінокислот, а молекулярна маса — 15 570.
| 10         |  | 20         |  | 30         |  | 40         |  | 50         |
| ---------- |  | ---------- |  | ---------- |  | ---------- |  | ---------- |
| MGITPWPKGH |  | TEPKGSYSLR |  | KKPCYGTVAA |  | LDCAGCQEGM |  | AEAASVGLAQ |
| SESTTIMGHV |  | CAERHTHDRY |  | VTSMCPYLPL |  | PMDGNAMDFS |  | FLSSARAKQF |
| FTVFSRSSSH |  | LSAPQTGLLQ |  | WITNLAGRPW |  | PALTAASGAG |  | MKQKQ      |

A: Аланін

C: Цистеїн

D: Аспарагінова кислота

E: Глутамінова кислота

F: Фенілаланін

G: Гліцин

H: Гістидин

I: Ізолейцин

K: Лізин

L: Лейцин

M: Метіонін

N: Аспарагін

P: Пролін

Q: Глутамін

R: Аргінін

S: Серин

T: Треонін

V: Валін

W: Триптофан